# ادی آرنت
ادی آرنت (به انگلیسی: Eddi Arent) (زاده ۵ می ۱۹۲۵-درگذشته ۲۸ می ۲۰۱۳) بازیگر آلمانی بود.
از فیلم‌های معروف او می‌توان به بازی در آخرین مرتدان اشاره کرد.